# Hexatoma (Eriocera) exquisita
Hexatoma (Eriocera) exquisita is een tweevleugelige uit de familie steltmuggen (Limoniidae). De soort komt voor in het Neotropisch gebied.